# Guaramirim (kommun)
Guaramirim är en kommun i Brasilien.   Den ligger i delstaten Santa Catarina, i den södra delen av landet, 1 200 km söder om huvudstaden Brasília. Antalet invånare är 35 186.
Följande samhällen finns i Guaramirim:
- Guaramirim

I omgivningarna runt Guaramirim växer i huvudsak städsegrön lövskog. Runt Guaramirim är det ganska glesbefolkat, med 45 invånare per kvadratkilometer.